# Lahojsk

Lahojsks vapen.

Lahojsk (vitryska: Лагойск, ryska: Логойск) är en stad i Minsks voblast i centrala Belarus. Lahojsk, som för första gången nämns i ett dokument från år 1078, hade 12 739 invånare år 2016.